# Danielle Eyango
Pour les articles homonymes, voir Eyango.
Œuvres principales
Kotto Bass : comme un oiseau en plein vol
Danielle Eyango née le 4 septembre 1982 à Douala, est une juriste, poétesse et écrivaine camerounaise. Elle est connue pour son ouvrage Comme un oiseau en plein envol, sur la vie du chanteur et bassiste camerounais Kotto Bass, paru en 2012.

## Biographie

### Enfances et débuts
Danielle Eyango écrit depuis son jeune âge, elle fait ses études de droit et obtient sa licence à l'université de Buéa. Elle effectue sa maitrise en Droit des affaires à l’Université de Douala.

### Carrière
En 2012, Danielle Eyango publie son premier ouvrage qui raconte la vie et la mort de son oncle Kotto Bass,,. Elle crée en 2015, la case de tonton vieux, encore appelée Fondation Kotto Bass, un espace qui accueille les enfants de familles démunies et vivants avec un handicap,. Convaincue que via la littérature, elle soigne tous les maux et peut nous sauver de nos démons intérieurs, elle crée le concept de lithérapie,, qu'elle vulgarise dans les établissements scolaires.
Elle reçoit ainsi l'accompagnement de ses pairs Djaili Amadou Amal et Mutt-Lon. En octobre 2020 à Yaoundé, lors du concours Afrique poésie, Danielle Eyango remporte le troisième prix avec son poème Le parfum de ma mère. À la tête de la Fondation Kotto Bass, elle œuvre à l’insertion scolaire et socio-professionnelle des enfants démunis à mobilité réduite, ainsi que des victimes de la crise du nord-ouest  et du sud-ouest du Cameroun.
En réaction au massacre de l'école de Kumba, un collectif d’écrivaines camerounaises publie, Kumba ! The innocent’s blood ou le sang des innocents en hommage aux victimes. Danielle Eyango est la seule des cinq autrices à se rendre sur place et elle écrit deux textes pour ce recueil.
Le 1er novembre 2023, Danielle Eyango reçoit du ministre des arts et de la culture du Cameroun, Pierre Ismaël Bidoung Kpwatt, le trophée d'auteur de l'année.

## Œuvres
- Kotto Bass, comme un oiseau en plein vol, Protocole, 2012, 188 p.[9].
- Le parfum de ma mère : poésie, Yaoundé, République du Cameroun, Éditions de midi, coll. « Collection Libertés (Yaoundé, Cameroon) », 2020, 74 p. (ISBN 9789956636198 et 9956636193, OCLC 1246687647, lire en ligne)[14]
- Sophie Françoise Bapambe Yap Libock (éd.) (préf. Marie Thérèse Abena Ondoa, ministre de la promotion de la femme et de la famille, ouvrage collectif bilingue), The Bridge et La valse de la charogne dans Kumba ! The innocent's blood ou, Le sang des innocents : poèmes, nouvelles, contes et lettres, Yaoundé, Proximité, 2021, 98 p. (OCLC 1347277985, lire en ligne)[12]
- Tonton Vieux : le mythe du chanteur handicapé, Saint-Denis, Édilivre, dl 2015, 170 p. (ISBN 9782332758101 et 2332758100, OCLC 906265060, lire en ligne)
- Chantal Bonono  (éd.) (ouvrage collectif), Polyfemme : poèmes, nouvelles, contes et lettres, Yaoundé, République du Cameroun, Éditions Proximité, coll. « Collection KIÑ BÔDA », 2023, 196 p. (OCLC 1407096778, lire en ligne)
- Quand les racines chantent, Douala, Cameroun, Éditions AfricAvenir, coll. « roman », 2023, 299 p. (ISBN 9789956375080 et 995637508X, OCLC 1393166875, lire en ligne)

## Prix et récompenses
- 2023 : auteure de l'année, prix remis par le Ministre des Arts et de la Culture du Cameroun [13] ;
- 2024 : auteure de l'année par le Salon du Livre de Yaoundé[15].